# Sahune
Sahune is een gemeente in het Franse departement Drôme (regio Auvergne-Rhône-Alpes) en telt 300 inwoners (2004). De plaats maakt deel uit van het arrondissement Nyons.

## Geografie
De oppervlakte van Sahune bedraagt 16,1 km², de bevolkingsdichtheid is 18,6 inwoners per km². Sahune ligt samen in het dal met Montreal les sources. Het riviertje Eygues kabbelt langs het dorp.

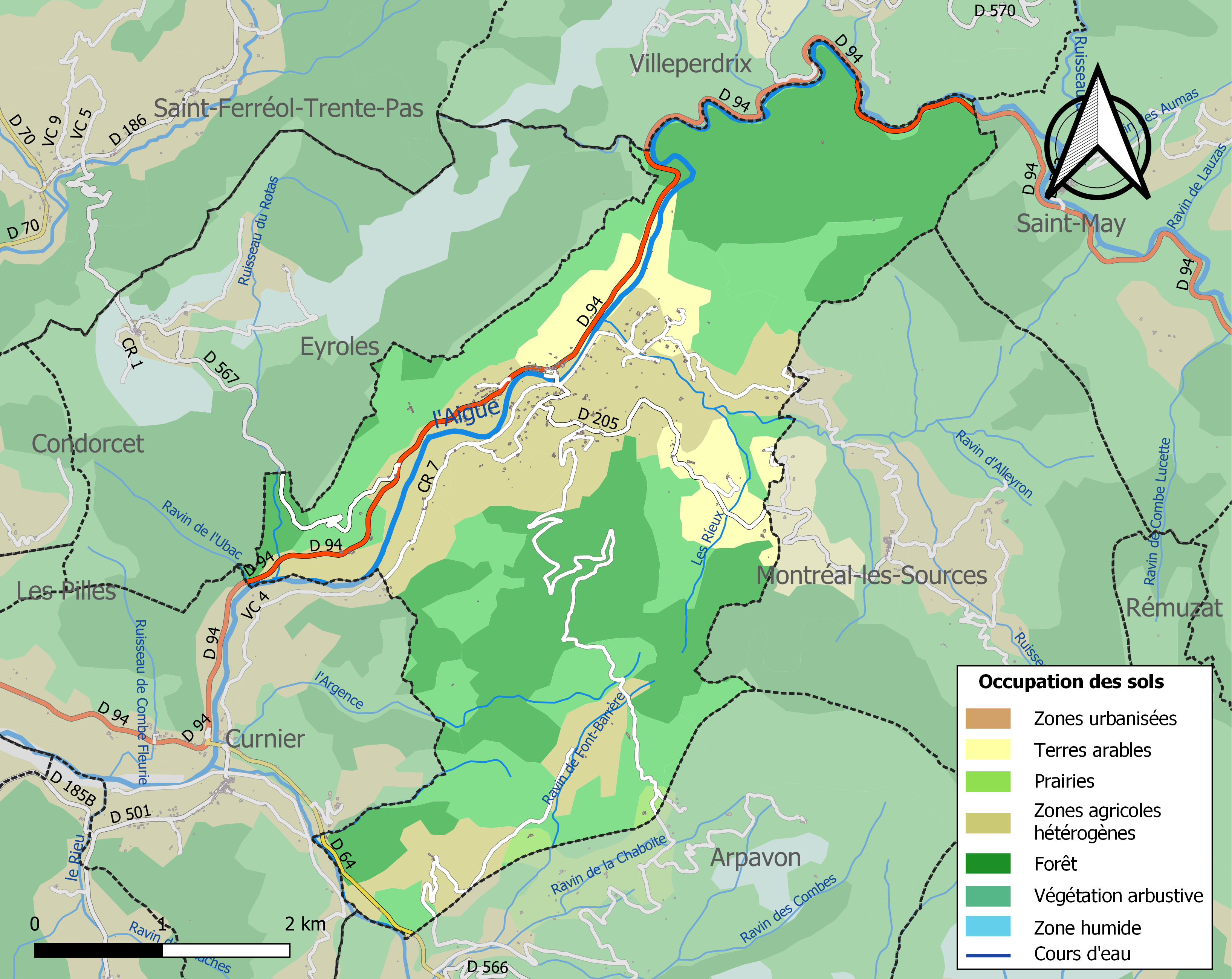
Kaart van de gemeente met belangrijkste infrastructuur, bodemgebruik en omliggende gemeenten

## Demografie
Onderstaande figuur toont het verloop van het inwonertal (bron: INSEE-tellingen).

## Toerisme
Het dorp Sahune is populair bij toeristen, waaronder de inwoners van Noord-Frankrijk en Noord-Europeanen (Belgen, Nederlands, Duits). In de zomer, ziet de stad zijn bevolking verdubbelen of zelfs verdrievoudigen. De oorzaken zijn vooral de drie campings (Les Ramières, La Vallée Bleue en Municipal Les Oliviers) en de nieuwe villawijken. De komst van de Tour de France en het slechte weer in de rest van Frankrijk in 2011 leidde tot een recordaantal vakantiegangers in 15 jaar.

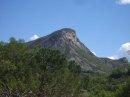
Bramard: Een rotsberg bij Sahune